# John-Étienne Chaponnière
Jean-Élie Chaponnière, comunemente chiamato John-Étienne Chaponnière (Ginevra, 11 luglio 1801 – Monnetier-Mornex, 19 giugno 1835), è stato uno scultore svizzero.

## Biografia
Chaponnière fu allievo di James Pradier (1790-1852). Nel 1833 Adolphe Thiers gli commissiona uno dei rilievi dell'Arco di Trionfo di Parigi.

## Opere
Opere maggiori di John-Étienne Chaponnière:
- 1828: Daphnis et Chloé, Villa Vauban in Lussemburgo;
- 1833: La Presa di Alessandria, Arco di Trionfo di Parigi;
- 1834: David e Golia, parc des Bastions a Ginevra.

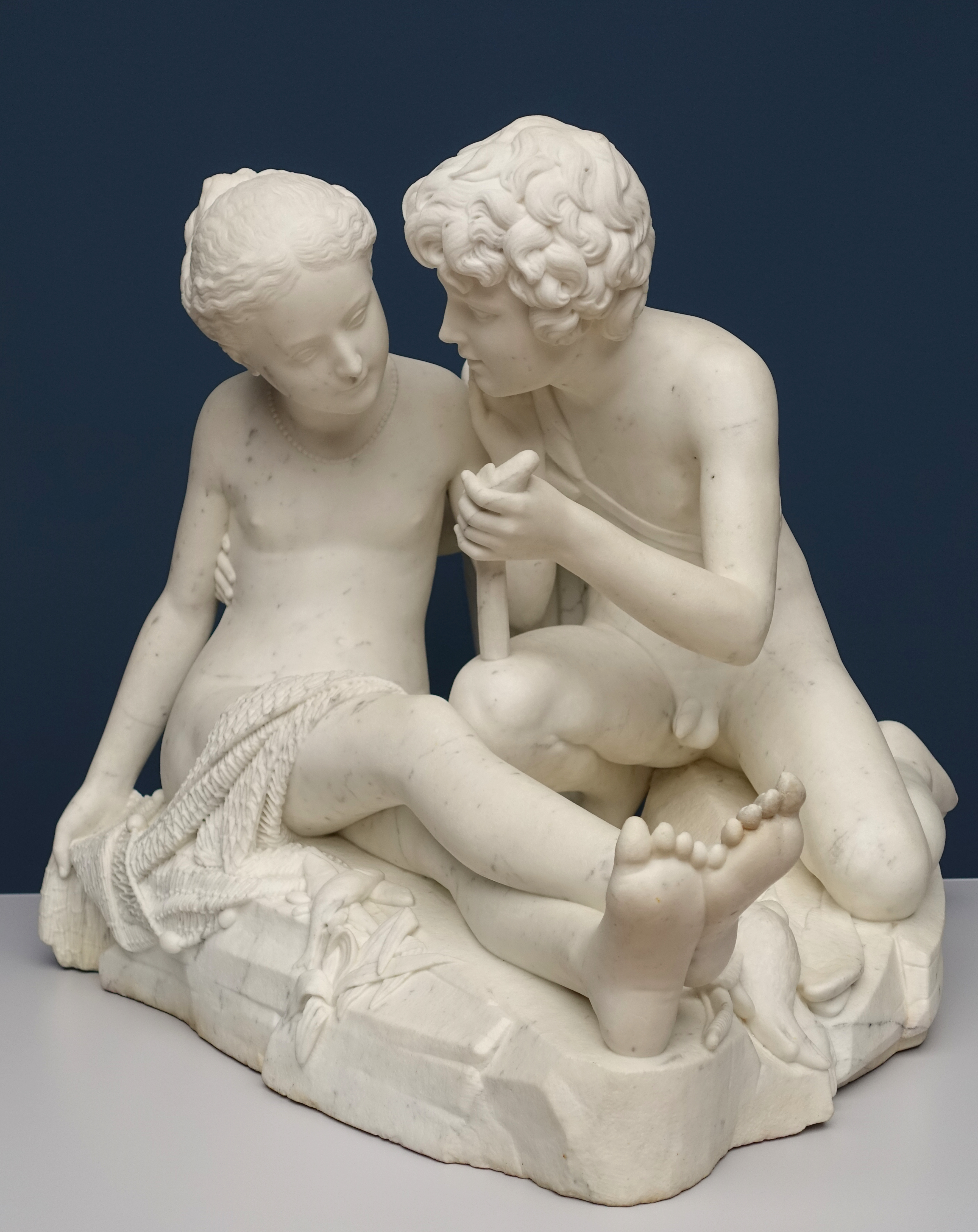
Daphnis et Chloé, Villa Vauban in Lussemburgo, 1828
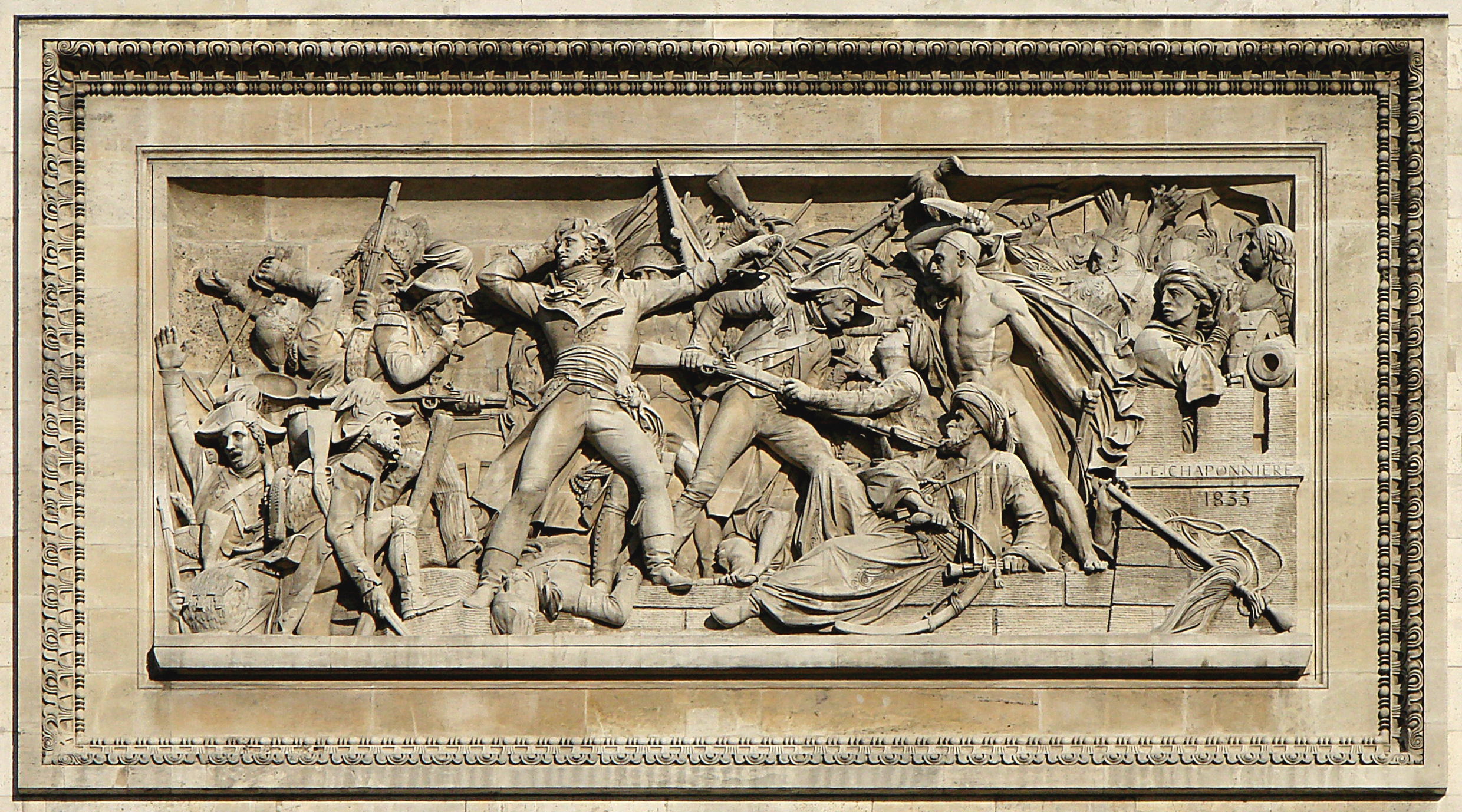
La Presa di Alessandria, Arco di Trionfo di Parigi, 1833
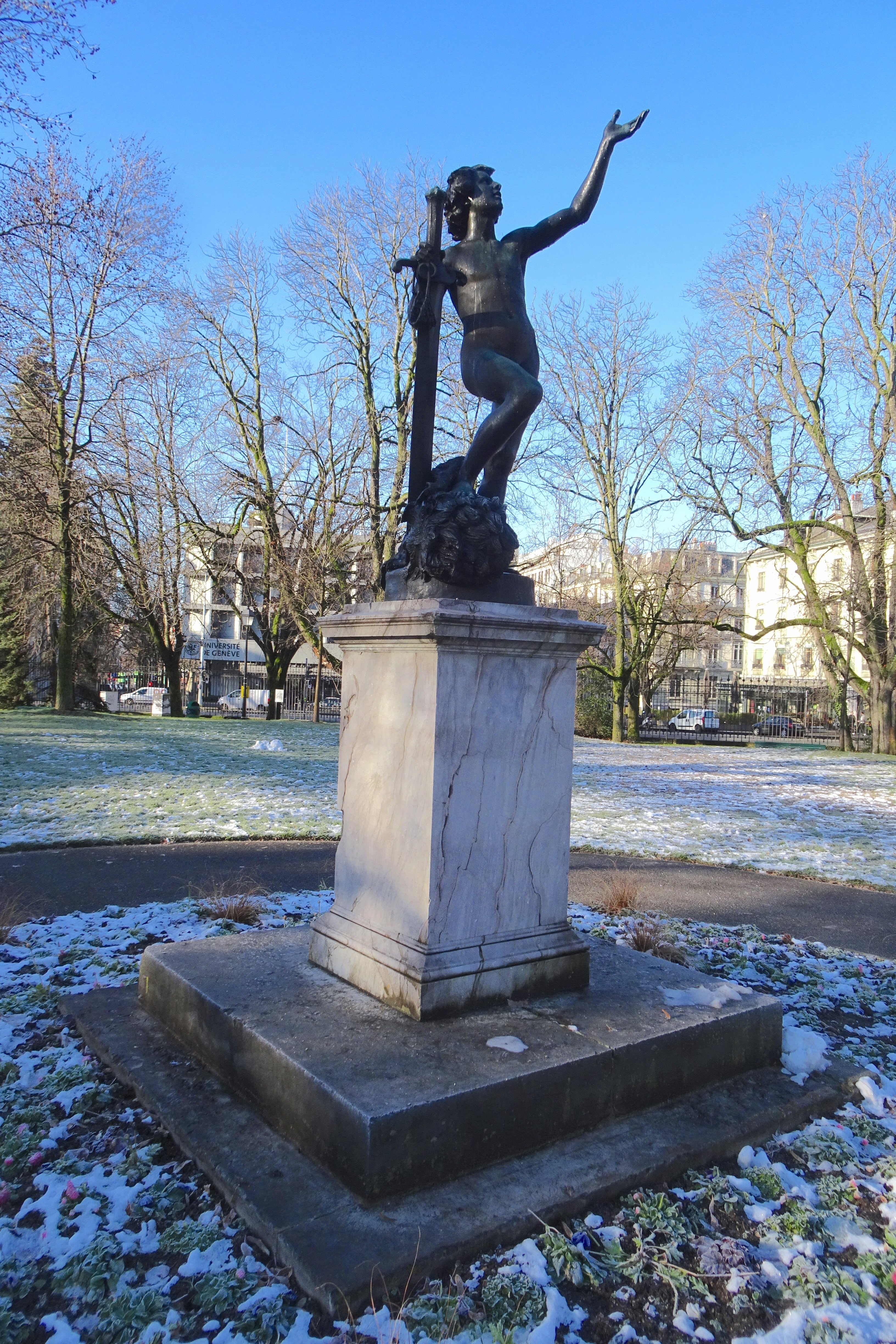
David e Golia, parc des Bastions a Ginevra, 1834